# Мамарчево
Мама́рчево (болг. Мамарчево) — село в Ямбольській області Болгарії. Входить до складу общини Болярово.

## Населення
За даними перепису населення 2011 року у селі проживали 370 осіб.
Національний склад населення села:
| Національність   | Кількість осіб | Відсоток |
| ---------------- | -------------- | -------- |
| болгари          | 254            | 69,2%    |
| цигани           | 105            | 28,6%    |
| турки            | 3              | 0,8%     |
| Всього відповіли | 367            |          |

Розподіл населення за віком у 2011 році:
Динаміка населення: